# 1729-es busz
Az 1729-es jelzésű autóbusz egy országos autóbuszjárat volt, ami Pápát kötötte össze Dunaföldvárral. 
Egy járatpár közlekedett tanév tartama alatt a hetek első munkanapját megelőző napon. 
A 2023. június 17-ei menetrend módosításokkal a Volánbusz Zrt. megszüntette az autóbuszvonalat, az utolsó járat 2023. június 11-én közlekedett.

## Megállóhelyei
| 0  | Pápa, autóbusz-állomás végállomás        | 29 | 2, 5, 5T, 13, 14, 16, 17 1229, 1251, 1564, 1620, 1663, 1671, 1711, 1712, 1714, 1717, 1720, 1722, 1723, 1794, 1848, 1851 7391, 7701, 7754, 7901, 7902, 7904, 7908, 7912, 7914, 7918, 7920, 7922, 7926, 7927, 7928, 7929, 7931, 7932, 7934, 7936, 7939, 7940, 7941, 7942, 7943, 7944, 7950, 7952, 7953, 7956, 7958, 7963, 7972, 7974, 7982, 7983, 7986, 7987, 7993 |
| 1  | Pápa, Budai Nagy Antal utca              | 28 | 1, 1A, 1Y, 2, 6B, 7A, 8A, 8B, 14, 16 1229, 1251, 1620, 1711, 1712, 1714, 1717, 1794, 1848, 1851 7391, 7701, 7754, 7912, 7914, 7918, 7920, 7922, 7926, 7927, 7928, 7931, 7932, 7934, 7936, 7939, 7940, 7941, 7942, 7943, 7944, 7952 |
| ∫  | Pápa, pápakovácsi elágazás               | 27 | 1, 8A, 8B, 16 1229, 1711, 1712, 1714, 1717 7391, 7926, 7927, 7928, 7932, 7934, 7936, 7941, 7943 |
| 2  | Pápa (Tapolcafő), posta                  | 26 | 16 1229, 1564, 1720, 1722, 1723 7391, 7926, 7927, 7928, 7941, 7943 |
| 3  | Bakonyjákó, autóbusz-váróterem           | 25 | 1229, 1564, 1720, 1722, 1723 7391, 7927, 7941, 7943 |
| 4  | Farkasgyepű, TBC gyógyintézet            | 24 | 1229, 1564, 1720, 1722, 1723 7391, 7803, 7927, 7941, 7943 |
| 5  | Farkasgyepű, posta                       | 23 | 1229, 1564, 1720, 1722, 1723 7391, 7803, 7927, 7941, 7943 |
| ∫  | Városlőd, pápai elágazás                 | 22 | 1229, 1720, 1722, 1723 7380, 7389, 7391, 7396, 7943 |
| 6  | Herend, autóbusz-váróterem               | 21 | 1229, 1564, 1720, 1722, 1723, 1784 7380, 7382, 7383, 7386, 7387, 7388, 7389, 7391, 7396, 7397, 7398, 7804, 7941, 7943 |
| 7  | Márkó, Kálvária utca                     | 20 | 1722, 1784 7380, 7381, 7382, 7383, 7386, 7387, 7388, 7389, 7391, 7396, 7397, 7804, 7941, 7943 |
| 8  | Veszprém, Házgyár                        | 19 | 3, 18, 21 1722, 1784 7300, 7301, 7303, 7304, 7306, 7307, 7311, 7314, 7315, 7319, 7380, 7381, 7383, 7386, 7387, 7388, 7389, 7391, 7396, 7397, 7398, 7804, 7941, 7943 |
| 9  | Veszprém, autóbusz-állomás               | 18 | 1, 2, 3, 4A, 7, 7A, 10, 12, 12A, 13, 22, 23, 47 1189, 1212, 1215, 1216, 1229, 1510, 1513, 1529, 1564, 1592, 1593, 1625, 1631, 1658, 1708, 1720, 1722, 1723, 1728, 1731, 1732, 1735, 1736, 1740, 1742, 1758, 1784, 1806, 1808, 1823, 1853 5449, 7033, 7300, 7301, 7302, 7303, 7304, 7305, 7306, 7307, 7308, 7309, 7311, 7313, 7314, 7315, 7316, 7317, 7318, 7319, 7320, 7321, 7322, 7323, 7324, 7325, 7326, 7328, 7332, 7333, 7335, 7341, 7342, 7344, 7345, 7346, 7348, 7350, 7352, 7353, 7355, 7358, 7360, 7361, 7363, 7364, 7366, 7367, 7369, 7370, 7376, 7380, 7381, 7383, 7386, 7387, 7388, 7389, 7391, 7396, 7397, 7398, 7804, 7941, 7943, 8082 |
| 10 | Balatonalmádi, autóbusz-állomás          | 17 | 1190, 1201, 1513, 1529, 1728, 1731, 1844 7325, 7326, 7328, 7333, 7335, 7341, 7543, 7600, 7602, 7653, 7654, 8082 |
| 11 | Balatonfűzfői elágazás                   | 16 | 2, 3, 4, 5, 6 7320, 7321, 7322, 7323, 7324, 7325, 7326, 7328, 7332, 7534, 7543, 7600, 7602, 7653, 7654, 8082 |
| ∫  | Fűzfőgyártelep, autóbusz-váróterem       | 15 | 2, 3, 4, 5, 6 1201, 1513, 1564, 1592, 1593, 1740, 1742 5449, 7318, 7320, 7321, 7322, 7323, 7324, 7325, 7326, 7328, 7332, 7534, 7538, 7600, 7602, 7612, 7616, 7653, 7654, 8082 |
| 11 | Balatonfűzfői elágazás                   | 14 | 2, 3, 4, 5, 6 7320, 7321, 7322, 7323, 7324, 7325, 7326, 7328, 7332, 7534, 7543, 7600, 7602, 7653, 7654, 8082 |
| 12 | Balatonfűzfő, vasútállomás               | 13 | 5, 6 1190, 1201, 1564, 1592, 1593, 1728, 1731, 1740, 1742, 1844 5449, 7320, 7321, 7322, 7323, 7324, 7325, 7534, 7543, 7602 személyvonat, sebesvonat |
| 13 | Balatonkenese, vasútállomás              | 12 | 1190, 1201, 1513, 1564, 1592, 1593, 1728, 1731, 1740, 1742, 1844 5449, 7321, 7322, 7323, 7324, 7325, 7543, 7602 személyvonat, sebesvonat |
| ∫  | Balatonakarattya, üdülő                  | 11 | 1190, 1201, 1564, 1592, 1593, 1728, 1740, 1742, 1844 5449, 7321, 7322, 7323, 7324, 7325, 7543, 7602 |
| 14 | Balatonakarattya, vasútállomás lejáró út | 10 | 1190, 1201, 1513, 1564, 1592, 1593, 1728, 1731, 1740, 1742, 1844 5449, 7321, 7322, 7323, 7324, 7325, 7543, 7602 személyvonat, sebesvonat |
| 15 | Enying, Enyingi elágazás                 | ∫  | 1563 7321, 8065, 8066, 8067, 8321, 8325, 8326 |
| 16 | Balatonbozsok, Kertalja utca             | 9  | 1173, 1731 5449, 7321, 8065, 8066, 8067, 8228, 8321, 8325, 8326 |
| 17 | Enying, Kossuth Lajos utca 6.            | 8  | 1173, 1513, 1731 5449, 7321, 8065, 8066, 8067, 8228, 8310, 8320, 8321, 8325, 8326 |
| 18 | Dég, bejárati út                         | 7  | 1513, 1731 5449, 8228 |
| 19 | Mezőszilas, Mártírok utca                | 6  | 1731 5449, 8066, 8226, 8228, 8271, 8272, 8274, 8310 |
| 20 | Igar, templom                            | 5  | 1731 5449, 8066, 8271, 8310 |
| 21 | Simontornya, vasútállomás                | 4  | 1731 5446, 5449, 5502, 5552, 5555, 8066, 8271, 8310, 8333 S40, Z40, S431, InterCity |
| 22 | Cece, Hősi emlékmű                       | 3  | 1513, 1707, 1843 5447, 5449, 5502, 5552, 8047, 8048, 8049, 8264 |
| 23 | Alapi bejárati út                        | ∫  | 1513 5502, 8046, 8255 |
| 24 | Alsószentiván, ártézi kút                | 2  | 5502, 8046, 8255 |
| 25 | Előszállás, vasútállomás                 | 1  | 1513 5502, 8046, 8216, 8217, 8221 |
| 26 | Dunaföldvár, újtelep                     | ∫  | 5502, 8216 |
| 27 | Dunaföldvár, autóbusz-állomás végállomás | 0  | 1121, 1125, 1131, 1134, 1507, 1513, 1529, 1547, 1568, 1803 5227, 5231, 5382, 5404, 5405, 5450, 5502, 8200, 8202, 8203, 8205, 8206, 8207, 8211, 8216, 8217 |